# Julius Ewald
Julius Wilhelm Ewald (* 3. Dezember 1811 in Berlin; † 11. Dezember 1891) war ein deutscher Geologe und Paläontologe.

## Leben

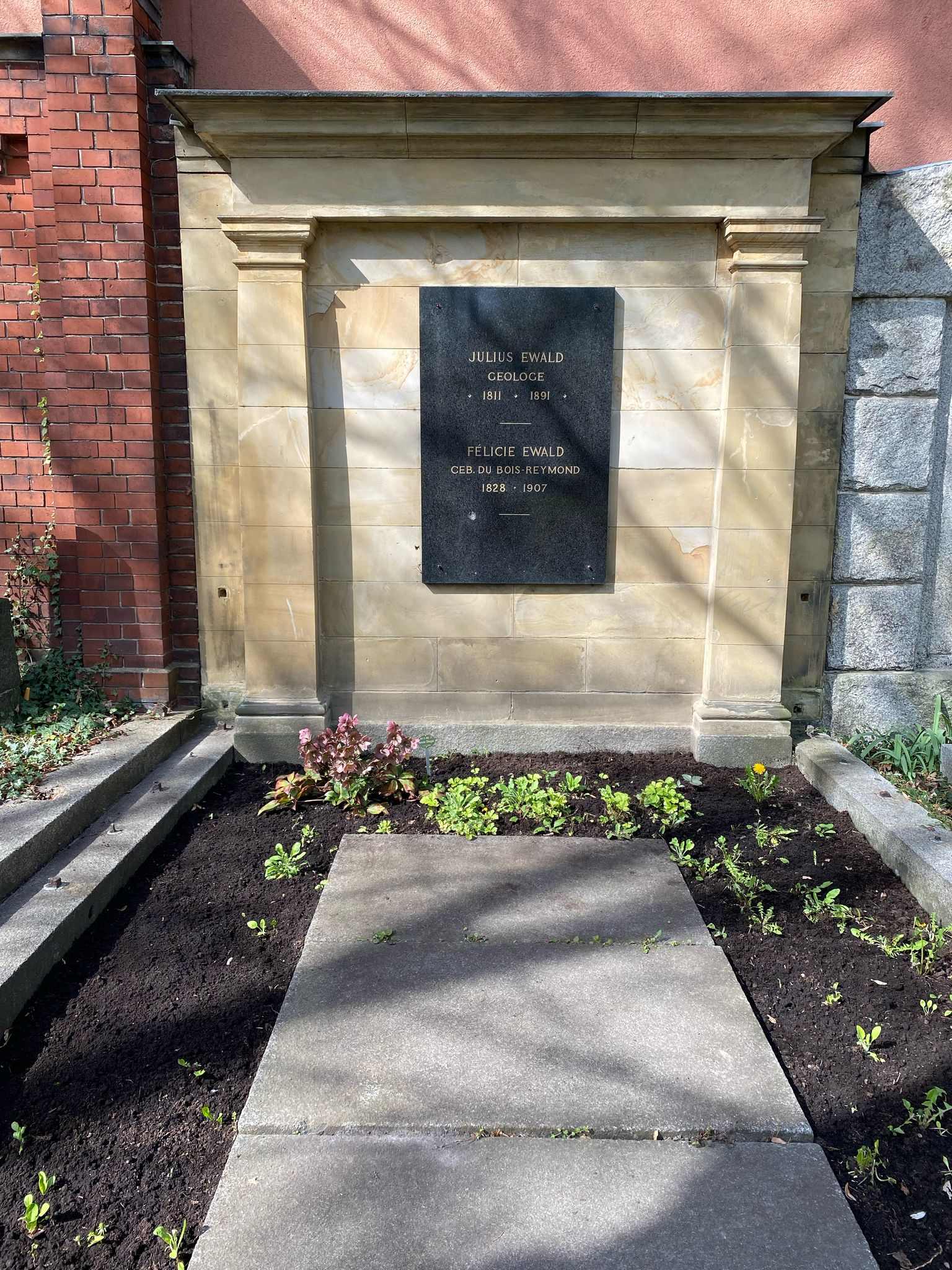
Grabstätte auf dem Alten St.-Matthäus-Kirchhof

Ewald studierte in Bonn und Berlin, wo er bei Christian Samuel Weiss mit einer mineralogisch-kristallographischen Arbeit promoviert wurde. Danach reiste er mit seinem Freund Heinrich Ernst Beyrich zwei Jahre durch Frankreich, die Schweiz, Italien und Spanien und studierte besonders die Kreide-Fossilien in Südfrankreich (vor allem Rudisten). Er legte im Lauf seines Lebens eine umfangreiche Fossiliensammlung an, die 1892 als Schenkung an das Museum für Naturkunde Berlin kam. Ab 1855 studierte er die Kreide am Nordrand des Harzes und erstellte eine 1864 veröffentlichte geologische Karte des Gebiets von Magdeburg bis zum Harz im Maßstab 1:100.000. Er war ein enger Mitarbeiter von Leopold von Buch, dessen Werke er ab 1867 mit herausgab (mit einer unvollendeten Biographie von Buch aus seiner Hand).
Er war von Haus aus wohlhabend und nahm nie ein öffentliches Amt wahr.
1848 war er eines der Gründungsmitglieder der Deutschen Geologischen Gesellschaft und neben Heinrich Ernst Beyrich, Heinrich Girard und Gustav Rose deren erster Schriftführer. Im Jahr 1853 wurde er Mitglied der Preußischen Akademie der Wissenschaften in Berlin und 1860 Mitglied der Leopoldina.
Julius Ewald starb 1891 im Alter von 80 Jahren in Berlin. Sein Grab befindet sich auf dem Alten St.-Matthäus-Kirchhof in Berlin-Schöneberg. Eine Gedenktafel im Naturkundemuseum Berlin erinnert an ihn.

## Werke
- De crystallis duorum axium opticorum. Schade, Berlin 1837. (Digitalisat)
- Quelques rémarques sur les nummulites par Jules Ewald, avec une note du prof. Ch. Th. Ant. Catullo sur l'inadmissibilité de la faune fossile annocée par M. Ewald comme caractéristique de la grande formation nummuilitique du terrain tertiaire. Padua 1848. (Digitalisat)